# Léo Riehl
Léo Riehl est un acteur, réalisateur et scénariste français né le 5 juin 2004 à Clamart.

## Biographie

### Jeunesse et formation
Il joue pour la première fois devant une caméra à 9 ans en 2013 dans le deuxième épisode de Léo Matteï, Brigade des mineurs. Il joue ensuite un rôle principal dans Cœurs vaillants de Mona Achache en 2020. Il rejoint Obelus Production en 2021 avec qui il réalise son premier film Dessine-moi une planète coréalisé avec Robin Bourlet.

## Filmographie
Sauf indication contraire, les informations mentionnées dans cette section peuvent être confirmées par les bases de données cinématographiques IMDb et Allociné,  présentes dans la section « Liens externes ».

### Acteur

#### Courts métrages
- 2016 : Un ciel bleu presque parfait de Quarxx : Simon, 15 ans
- 2022 : Faites comme chez moi (48hfp Rennes 2022) de Robin Bourlet : Gabriel
- 2023 : Peanuts (48hfp Londres 2023) de Robin Bourlet : Alex

#### Longs métrages
- 2018 : Tous les dieux du ciel de Quarxx : Simon Dormel jeune
- 2022 : Cœurs vaillants de Mona Achache : Jacques
- 2022 : Les Enfants des autres de Rebecca Zlotowski : Serveur brasserie
- 2022 : Dessine-moi une planète de Robin Bourlet et lui-même : Vincent
- 2022 : Carpe Diem de Erwan Marinopoulos : Kevin
- 2023 : Naufrage de Robin Bourlet : Le comédien

#### Séries TV
- 2013 : Léo Matteï, Brigade des mineurs : Mathis Magnier (Saison 1, épisode 2)
- 2021 : Joséphine, ange gardien : Jérémie (Épisode 99 : Les perchés)
- 2022 : SisBro : Anatole (Saison 2 : Noémie est amoureuse)

### Réalisateur

#### Longs métrages
- 2022 : Dessine-moi une planète (Co-réalisé avec Robin Bourlet)

#### Courts métrages
- 2024 : Petit Tom

### Scénariste

#### Courts métrages
- 2023 : Peanuts (48hfp Londres 2023) (Co-écrit avec Robin Bourlet)
- 2024 : Petit Tom

#### Longs métrages
- 2022 : Dessine-moi une planète